# Рейк (телесериал)
Рейк — американский комедийно-драматический телесериал, являющийся адаптацией одноимённого австралийского сериала.
Сериал был закрыт после первого сезона.

## Сюжет
Киган Дин адвокат, чья личная жизнь и поведение негативно сказывается на его адвокатской практике.

## В ролях
- Грег Киннир в роли Кигана Дина
- Миранда Отто в роли Мэдди Дин
- Джон Ортис в роли Бена Леона
- Некар Задеган в роли Скарлетт Леон
- Бояна Новакович в роли Микаэллы Картридж
- Джеффри Нордлинг в роли Брюса Мангана
- Ян Коллетти в роли Финна Дина
- Тара Саммерс в роли Лиэн Сандерс

## Критика
На сайте Rotten Tomatoes сериал имеет 68% свежести на основе 40 рецензий. Критический консенсус сайта гласит «удачное сочетание комедии и драмы».
Скотт фон Довиак из The A.V. Club обозревая второй эпизод телесериала похвалил авторов. Тим Гудман обозревая первый эпизод, назвал его «хлипким».
Мэри Мак Намара также положительно оценила телесериал.